# Нецветов, Яков Георгиевич
Яков (Иаков) Егорович Нецветов (1804, остров Атка, Алеутские острова — 26 июля 1864, Новоархангельск, Аляска) — протоиерей Русской православной церкви, миссионер Русской Америки. Первый представитель коренных народов Аляски, ставший православным священником.
В октябре 1994 года канонизирован Православной Церковью в Америке в лике праведных.

## Биография
Его отцом, Егор Васильевич Нецветов, русский из Тобольска, а мать, Мария Алексеевна, алеутка с Атки. Яков был старшим из четырёх детей четы переживших младенчество. Младший брат Осип Егорович стал первым креолом-кораблестроителем Русской Америки. Отец Иаков стал первым туземцем Аляски, рукоположённым в священный сан.
В 1823 года семья переехала в Иркутск, где Яков поступил в Иркутскую духовную семинарию.
1 октября 1825 года во время обучения в Иркутской духовной семинарии, был пострижен в сан иподиакона.
31 октября 1826 года, по выпуске из семинарии, был рукоположён во диакона к Троицко-Петровскому храму Иркутска.
Получил назначение на остров Атха, где в 1829 года была построена церковь. Паства его располагалась на территории более трёх тысяч километров.
В бытность на Атхе, сделал пояснение к переводу Катехизиса на уналашкинский язык, подготовленному Иваном Вениаминовым, на диалекте своих прихожан.
В марте 1836 года овдовел, в июле того же года сгорел его дом, а в 1837 году скончался его отец. Эти события убедили его испросить разрешения удалиться в монастырь в Иркутске. Позволение было получено, но при условии что на его место будет найден другой миссионер. Замены не нашлось. Вскоре святитель Иннокентий (Вениаминов) пригласил отца Иакова с собой в миссионерскую поездку по Камчатке. В пути отец Иаков убедился, под воздействием святителя, что Божий промысел уготовал ему долю миссионера в отдалённых внутренних землях Аляски.
В 1845‒1857 годы возглавлял Квихпакскую миссию, находившуюся в селении Икогмют на р. Квихпак (совр. р. Юкон). В течение двух лет (1850‒1852), путешествуя по реке и морскому побережью, окрестил 437 человек, к середине 1852 года число крещёных аборигенов в Квихпакской миссии составляло 1720 человек. В 1851 года была освящена ещё одна вновь построенная церковь.
В 1857 года Иакова перевели протоиереем в Михайловский редут, а в 1863 года — в Ситху, где он и умер 26 июля 1864

## Сочинения
- Выписка из донесения от 22 марта 1848 года // ПрТСО. 1848. Ч. 7. С. 290—292;
- Выписка из журнала Квихпакского миссионера прот. Иакова Нецветова // Там же. 1855. Ч. 14. С. 74-88;
- Извлечения из журнала Квихпакского миссионера… с 1856 по июль 1857 г. // Там же. 1860. Ч. 19. С. 95-105;
- The Journals of Iakov Netsvetov. Kingston (Ontario), 1980. Vol. 1: The Atkha Years, 1828—1844; Vol. 2: The Yukon Years, 1845—1863.

переводы на алеутский (унанган) язык:
- Евангелие от Матфея. [Иркутск], 1840, 1896 (совместно со свт. Иннокентием (Вениаминовым));
- Евангелие, чтомое в первый день Святыя Пасхи. [Иркутск], 1840, 1896 (совместно со свт. Иннокентием (Вениаминовым));
- Начатки христианского учения: В 3 ч. [Иркутск], 1840, 1893. Ч. 1: Введение. Букварь. Молитвы; Ч. 2: Священная история; Ч. 3: Катихизис. Заключение (совместно со свт. Иннокентием (Вениаминовым));
- Две притчи с Аткинского острова. 1842. Ркп. [Православная ДС на Аляске];

переводы на англомютско-куксоквимское наречие:
- Сборник церковных песнопений и молитвословий. [Иркутск], 1896 (совместно со священниками Захарией Бельковым и Иоанном Орловым);
- на квихпакско-куксоквимское наречие: Молитвы и песнопения. [Иркутск], 1896 (совместно со свящ. З. Бельковым).

## Канонизация и почитание
Публикация его дневников, которые были ранее неизвестными, и были обнаружены лишь во второй половине XX века, породила почитание его как святого, подвижника и миссионера.
В октябре 1994 года Священный Синод Православной Церкви в Америке (ПЦА) причислил протоиерея Иакова к лику святых как «просветителя народов Аляски». Торжества по поводу канонизации Иакова Нецветова состоялись 15-16 октября 1994 в соборе Святого Иннокентия в Анкоридже.
В 2015 году в Национальном парке Ситки на Аляске в связи с работами по воссозданию исторического облика «Блокгауза на холме» появилась надежда отыскать могилу св. Иакова Нецветова. По словам епископа Давида (Махаффи): «Меня познакомили с планами восстановления „Блокгауза на холме“, и в ходе разговора мы затронули возможность отыскать могилу святого Иакова Нецветова. Нам известно, что его предали земле где-то здесь, но точное место нам не известно».